# (1833) Shmakova
(1833) Shmakova es un asteroide perteneciente al cinturón de asteroides descubierto por Liudmila Ivanovna Chernyj desde el Observatorio Astrofísico de Crimea, Naúchni, el 11 de agosto de 1969.

## Designación y nombre
Shmakova fue designado al principio como 1969 PN.
Posteriormente, se nombró en honor de M. Y. Shmakova (1910-1971), quien fuera miembro del Instituto de Astronomía Teórica de Leningrado.

## Características orbitales
Shmakova está situado a una distancia media del Sol de 2,634 ua, pudiendo acercarse hasta 2,335 ua. Su inclinación orbital es 10° y la excentricidad 0,1138. Emplea en completar una órbita alrededor del Sol 1562 días.